# María Casal
María Consuelo Casal Mínguez (Madrid, 26 de febrero de 1958) es una actriz española de teatro, cine y televisión.

## Biografía
Hija de los también actores Antonio Casal (1910-1974) y Carmen Mínguez, su debut en el mundo artístico fue como azafata del concurso de Televisión Española Un, dos, tres... responda otra vez entre los años 1976 y 1978.
Posteriormente se hizo cargo, junto a Amparo Larrañaga y más tarde Adriana Ozores, de la presentación del programa musical Aplauso, entre 1981 y 1983, en sustitución de Silvia Tortosa.
En los años posteriores intervino en películas como La guerra de los niños (1980), Brujas mágicas (1981) y La avispita Ruinasa (1983).
En los últimos años ha alcanzado gran popularidad en España por su participación en series televisivas de éxito, como Menudo es mi padre (1996) y, sobre todo, Hospital Central, donde dio vida a la enfermera Elisa Sánchez, entre los años 2000 y 2004.
También ha dirigido y escrito dos cortometrajes: Dum-Dum (2003) y Campos de luz (2004).
En 2008 volvió a la televisión con la serie 700 euros, diario secreto de una call-girl, su primer trabajo en la pequeña pantalla tras dejar Hospital Central.
En diciembre de 2010 se incorporó al rodaje de la quinta temporada de La que se avecina dando vida al personaje fijo de Reyes, novia de Araceli Madariaga (Isabel Ordaz), quien llegó a Montepinar tras varios años de ausencia con una identidad sexual diferente. Sin embargo, solamente participó en dicha temporada, no continuando en las posteriores.
En 2014 se estrena como autora teatral, estrenando las obras Tre-Mendas y Lobas en el Teatro Fernán Gómez de Madrid el 5 de junio de ese año.
En 2016 se incorpora a la serie El Caso: Crónica de sucesos, interpretando el personaje de Laura López-Dóriga, una famosa actriz de teatro, tía de la protagonista, que rompe las expectativas de 'mujer tradicional' de la época.
En cuanto a su vida personal, se casó el 11 de abril de 1984 con el cubano Pedro Posadas, siendo madrina de boda su compañera en el concurso Un, dos, tres, Beatriz Escudero. Se divorció pocos meses después.

## Filmografía

### Cine
- El alijo (1976), de Ángel del Pozo.
- Colorín colorado (1976), de José Luis García Sánchez.
- ¡Susana quiere perder... eso! (1977), de Carlos Aured.
- Perro de alambre (1978), de Manuel Caño.
- La guerra de los niños (1980), de Javier Aguirre.
- Brujas mágicas (1981), de Mariano Ozores.
- Hundra (1983), de Matt Cimber.
- La avispita Ruinasa (1983), de José Luis Merino.
- The Man in the Brown Suit (1989), de Alan Grint.
- Veneno que tú me dieras (1989), de Mariano Ozores.
- Extraños (1999), de Imanol Uribe.
- Piedras (2002), de Ramón Salazar.
- Maldito conejo (2004), de Rafa Carmona y Luis Gimeno.
- Múnich (2005), de Steven Spielberg.
- Magma (2006), de Vicente Navarro.
- Tod eines Keilers (2006), de Urs Egger.

### Programas de televisión y personajes secundarios en series
- Un, dos, tres... responda otra vez (1976-1978) Como presentadora y azafata.
- Aplauso (1981-1983) Como presentadora y azafata.
- Ninette y un señor de Murcia (1984)
- Primera función: El caso de la señora estupenda (1989).
- Médico de familia (1995)
- Menudo es mi padre (1996)
- 14 de abril. La República (2012) un episodio

### Series de Televisión
| Año             | Título                                     | Personaje              | Cadena         | Episodios     |
| --------------- | ------------------------------------------ | ---------------------- | -------------- | ------------- |
| 1982            | Los gozos y las sombras                    | Carmiña                | La 1           | 13 episodios  |
| 2000-2004, 2007 | Hospital Central                           | Elisa Sánchez          | Telecinco      | 118 episodios |
| 2007            | Les moreres                                | Cuca Parmentier        | Canal Nou      | 100 episodios |
| 2008-2009       | Física o Química                           | Marisa Fuentes         | Antena 3       | 6 episodios   |
| 2008            | 700 euros, diario secreto de una call girl | Ingrid                 | Antena 3       | 16 episodios  |
| 2010            | Gran Reserva                               | Mercedes Monsálvez     | La 1           | 13 episodios  |
| 2011            | La que se avecina                          | Reyes Ballesteros Roca | Telecinco      | 13 episodios  |
| 2016            | El Caso: Crónica de sucesos                | Laura López-Dóriga     | La 1           | 13 episodios  |
| 2018            | Vergüenza                                  | Olga                   | Movistar Plus+ | 5 episodios   |
| 2019            | 14 de abril: La República                  | Irene                  | La 1           | 1 episodio    |
| 2020            | Mercado Central                            | Sofía Olmos            | La 1           | 21 episodios  |
| 2022            | Sentimos las molestias                     | Elena Gómez            | Movistar Plus+ | 4 episodios   |
| 2022            | Mercado Central                            | Sofía Olmos            | La 1           | 21 episodios  |
| 2024-presente   | Regreso a Las Sabinas                      | Paca Utrera            | Disney+        | 70 episodios  |

### Cortometrajes
- Campos de luz (2004) Como directora y guionista.
- Dum dum (2003) Como directora y guionista.

## Teatro
- El hombre del atardecer, de Santiago Moncada (1981)
- Don Juan Tenorio, de José Zorrilla, como Doña Inés (1984)
- Por la calle de Alcalá 2, con Esperanza Roy (1987)
- El aperitivo, de Gérard Lauzier (1991)
- Sólo cuando me rio, de Neill Simon (2004)
- Celebración, de Harold Pinter (2010)
- El hotelito (2013), de Antonio Gala (2013)
- Tre-Mendas (2014), de M. Casal (2014)
- Lobas (2014), de M. Casal (2014)
- Te he dejado un pollo en el horno (2017), de M. Casal (2018)
- Ballenas asesinas (2019), de M. Casal (2019-2020)

## Premios

### Premios Shangay
| Año  | Categoría                                         | Serie de TV       | Resultado |
| ---- | ------------------------------------------------- | ----------------- | --------- |
| 2011 | Mejor interpretación de TV (ex aquo Isabel Ordaz) | La que se avecina | Ganadora  |